# San Paolo alle Tre Fontane
San Paolo alle Tre Fontane ist eine römisch-katholische Titeldiakonie und Klosterkirche im römischen Quartier Ardeatino. Sie ist die älteste der drei Kirchen innerhalb der Trappistenabtei Tre Fontane.

## Geschichte
Die Kirche steht an einer Stelle, die früher ad aquas salvias hieß und wo laut Tradition der Heilige Paulus geköpft wurde. Nach einer Legende sprang der Kopf danach dreimal auf den Boden, und dort entsprangen die drei Quellen, die für die Kirche namensgebend sind. Allerdings waren die Quellen bereits in vorchristlicher Zeit bekannt.
Im 6. Jahrhundert wurde hier die erste Kirche nach dem Willen des oströmischen Generals Narses gebaut und war vom Kloster Sankt Paul vor den Mauern an der Via Ostiense abhängig.
Diese Kirche wurde von Giacomo della Porta zwischen 1599 und 1601 im Auftrag von Kardinal Pietro Aldobrandini wiederaufgebaut.

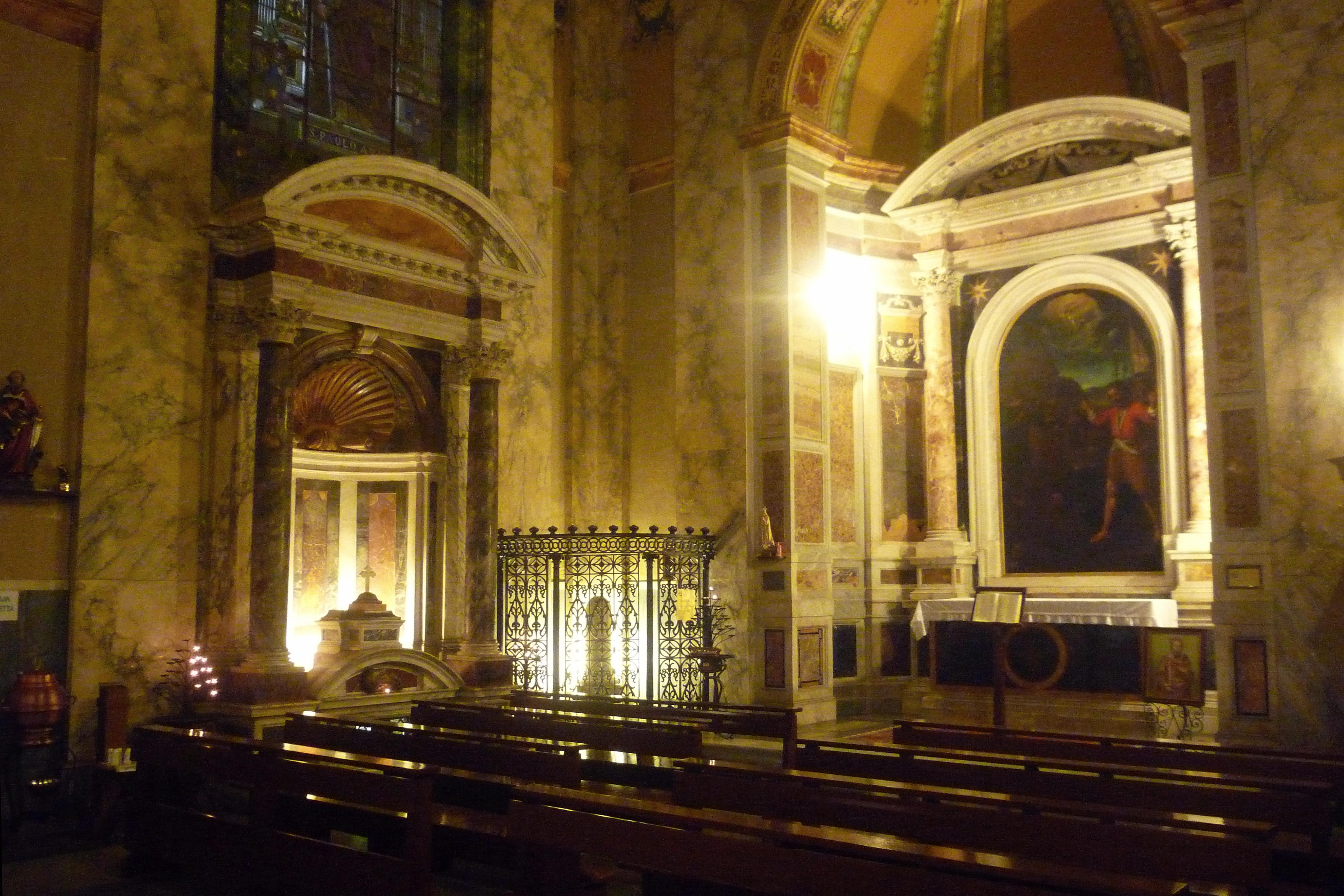
Innenansicht

## Beschreibung
Auf dem Architrav an der Fassade steht: S. Pauli apostoli martyrii locus ubi tres fontes mirabiliter eruperunt („Ort des Martyriums des Heiligen Apostel Paulus, wo auf wunderbare Weise drei Quellen hervorbrachen“). Darüber stehen Statuen des Heiligen Paulus und Petrus und das Wappen der Aldobrandini.
Durch eine kleine Vorhalle gelangt man in das Innere der Kirche. Sie besteht aus einem einzigen Querschiff mit zwei Seitenkapellen, wo in drei Nischen die Brunnen sind. An der ersten Quelle ist die Säule, an der der Heilige Paulus bei der Enthauptung befestigt wurde.
1867 wurde die Kirche unter Papst Pius IX. restauriert. Bei dieser Gelegenheit wurde ein großes polychromes Mosaik aus dem 2. Jahrhundert mit Bildern der vier Jahreszeiten installiert.
Am 20. November 2010 wurde die Kirche von Papst Benedikt XVI. mit der Bulle Purpuratis Patribus zur Titeldiakonie erhoben.

## Kardinaldiakone
Der bisher einzige Titelträger ist:
- Mauro Piacenza, Kardinalgroßpönitentiar, seit 20. November 2010, Kardinalpriester pro hac vice ab 2021